# HMS Badsworth (L03)
Le HMS Badsworth (pennant number L03) est un destroyer d'escorte de classe Hunt de type II construit pour la Royal Navy pendant la Seconde Guerre mondiale.

## Construction
Le Badsworth  est commandé le 20 décembre 1939 dans le cadre du programme d'urgence de la guerre de 1939 pour le chantier naval de Cammell Laird de Birkenhead en Angleterre sous le numéro J3260. La pose de la quille est effectuée le 15 mai 1940, le Badsworth  est lancé le 17 mars 1941 et mis en service le 18 août 1941.
Il est parrainé par la communauté civile de Batley dans le West Riding of Yorkshire, dans le cadre de la Warship Week (semaine des navires de guerre) en mars 1942.
Les navires de classe Hunt sont censés répondre au besoin de la Royal Navy d'avoir un grand nombre de petits navires de type destroyer capables à la fois d'escorter des convois et d'opérer avec la flotte. Les Huntde type II se distinguent des navires précédents type I par une largeur (Maître-bau) accrue afin d'améliorer la stabilité et de transporter l'armement initialement prévu pour ces navires.
Le Hunt type II mesure 80,54 m de longueur entre perpendiculaires et 85,34 m de longueur hors-tout. Le Maître-bau du navire mesure 9,60 m et le tirant d'eau est de 3,51 m. Le déplacement est de 1 070 t standard et de 1 510 t à pleine charge.
Deux chaudières Admiralty produisant de la vapeur à 2 100 kPa et à 327 °C alimentent des turbines à vapeur à engrenages simples Parsons qui entraînent deux arbres d'hélices, générant 19 000 chevaux (14 000 kW) à 380 tr/min. Cela donné une vitesse de 27 nœuds (50 km/h) au navire. 281 t de carburant sont transportés, ce qui donne un rayon d'action nominale de 2 560 milles marins (4 740 km) (bien qu'en service, son rayon d'action tombe à 1 550 milles marins (2 870 km)).
L'armement principal du navire est de six canons de 4 pouces QF Mk XVI (102 mm) à double usage (anti-navire et anti-aérien) sur trois supports doubles, avec un support avant et deux arrière. Un armement antiaérien rapproché supplémentaire est fourni par une monture avec des canons quadruple de 2 livres "pom-pom" MK.VII et deux canons Oerlikon de 20 mm Mk. III montés dans les ailes du pont. Les montures jumelles motorisées d'Oerlikon sont remplacées par des Oerlikons simples au cours de la guerre. Jusqu'à 110 charges de profondeur pouvaient être transportées,. Le navire a un effectif de 168 officiers et hommes,.

## Histoire

### Seconde guerre mondiale

#### Premières opérations
Le 18 août 1941, une fois la construction terminée, et les derniers essais, le Badsworth se rend à Scapa Flow. Tout au long du mois de septembre, le navire est préparé pour le service opérationnel, rejoignant la Londonderry Escort Force. Le Badsworth est déployé pour la défense rapprochée de convois dans les approches nord-ouest. Le 1er octobre, le Badsworth rejoint le convoi WS-12 à Clyde avec les destroyers Bradford, Brighton, Lancaster et Newark en tant qu'escortes locales pendant le passage du convoi dans les approches nord-ouest, se détachant de WS-12 et revenant à Clyde le 3 octobre.
Le 13 novembre, le Badsworth rejoint le convoi militaire WS-12Z dans la Clyde, avec Exmoor, Vanquisher, Witch et Whitehall à nouveau comme escorte locale dans les approches, se détachant du convoi le 16 novembre. Le 13 décembre, le Badsworth rejoint le convoi militaire WS14 dans son passage de la Clyde aux approches nord-ouest pour les fonctions d'escorte océanique avec le cuirassé Ramillies et le destroyer Beaufort. Le Badsworth s'est détaché du WS-14 le 21 décembre avec le croiseur marchand armé Cilicia, Beaufort et l'escorte locale à son arrivée à Freetown.

#### Service dans l'Arctique
Le passage de l'Afrique de l'Ouest pour reprendre la défense du convoi à Derry est achevé en janvier 1942, le Badsworth étant déployé en continu à Derry en février. Le 23 mars, le Badsworth rejoint le convoi militaire WS-17 à Clyde, avec les destroyers Beverley, Keppel, Newport, Leamington et Volunteer comme escortes lors du passage du convoi dans les approches nord-ouest. Le 25 mars, le Newport se retire sur le Clyde après être entré en collision avec le Beverley. L'escorte locale, le Badsworth incluse, s'est détachée du convoi le 27 mars.
En avril, le Badsworth est nommé pour un service détaché à l'appui d'une opération planifiée de services combinés, nommée opération Myrmidon. Le destroyer a escorté les navires de débarquement d'infanterie, le Queen Emma et son navire jumeau, le Princess Beatrix, avec quatre autres destroyers de classe Hunt pour attaquer les navires à Bayonne, par les unités de commandos numéro un et numéro six,. Le raid est infructueux à la fois en raison des conditions météorologiques et en raison de l'état d'alerte de l'ennemi. Libéré tôt de l'opération Myrmidon, le Badsworth retourne à Derry, rejoignant le convoi militaire WS-18 le 18 avril avec les destroyers Georgetown, Lauderdale et Lancaster. Les navires d'escorte se sont détachés du VB-18 avec les mêmes navires et sont retournés à Clyde.
Le Badsworth est ensuite nommé pour les fonctions d'escorte sur les routes du convoi russe. Le 28 avril, le destroyer prend en charge les escortes océaniques du convoi PQ 15, avec le croiseur Nigeria, le navire auxiliaire antiaérien Ulster Queen et les destroyers Boadicea, Matchless, Somali, Venomous et St Albans. Le 2 mai, le Badsworth se retrouve sous des attaques soutenues par des avions et des sous-marins. Le navire marchand Botavon est touché et s'est installé par sa proue. Le navire marchand a coulé lentement et le Badsworth a reçu l'ordre de le couler par un tir d'artillerie. Au cours de l'une de ces sorties, le Badsworth a largué des charges de profondeur, voyant un périscope peu de temps après, il a contre-attaqué, laissant tomber deux Patterns. Le destroyer a signalé que le sous-marin avait fait sauter ses réservoirs, mais rien n’était apparu. Le Badsworth n'a pas été en mesure de poursuivre l'attaque alors que l'asdic du destroyer est tombé en panne.
Le lendemain, le Badsworth a aidé au sauvetage des survivants des marchands britanniques Cape Corso et Jutland qui ont coulé par des attaques aériennes. Le 5 mai, le destroyer a été détaché du PQ 15 à son arrivée à Mourmansk. Le Badsworth est restée en Russie du Nord jusqu'au 21 mai, lorsqu'il rejoint l'escorte océanique pour le convoi de retour QP-12, avec Ulster Queen, les destroyers Venomous, Boadicea, Escapade, Inglefield et St Albans. Le convoi comprenait également le dragueur de mines Harrier et trois chalutiers. Le 27 mai, le Badsworth s'est détachée du convoi, avec le Venomous et le Ulster Queen.

#### Fonctions d'escorte et de patrouille en Méditerranée

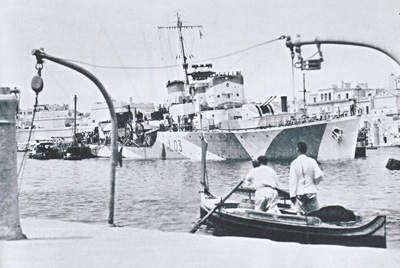
Le Badsworth après avoir été touché par une mine près du Grand Harbour.

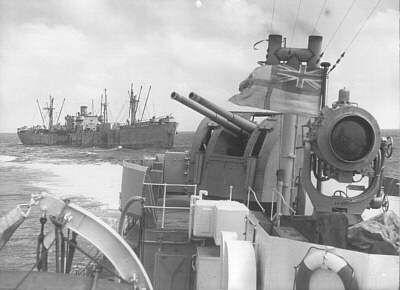
Le Badsworth le 14 avril 1943 escortant un navire Liberty en route vers l'Afrique du Nord.

Le 29 mai, le Badsworth est choisi pour des fonctions d'escorte lointaine de convoi d'approvisionnement à Malte, dans le cadre de l'opération Harpoon. Après s'être préparé pour les tâches méditerranéennes à Derry, le 6 juin, le destroyer a rejoint le convoi WS-19S dans les approches nord-ouest dans le cadre de Ocean Escort pour le passage à Gibraltar. Le 12 juin, le Badsworth rejoint le croiseur Cairo, avec une flottille de destructeurs de couverture composée des destroyers Bedouin, Marne, Matchless, Partridge, Ithuriel, Blankney, Middleton  et ORP Kujawiak. Les dragueurs de mines Hebe, Speedy, Hythe et Rye  font également partie de la Force X chargée de diriger le convoi vers Malte. Les navires sont partis de Gibraltar escortant le convoi à travers les passages siciliens,.
Le 14 juin, le Badsworth est sous une attaque aérienne lourde, qui a endommagé Liverpool, forçant son retour à Gibraltar. Le lendemain, il trouve le convoi en action avec des navires de guerre italiens dans leur tentative d'intercepter et de couler le convoi. Le 16 juin, le Badsworth a subi des dommages structurels majeurs après avoir fait exploser une mine en entrant dans Grand Harbour, à Malte. Le destroyer est entré dans le port avec les deux marchands qui ont survécu au convoi. L’arrivée de nuit des navires, ainsi que des erreurs dans les signaux reçus pour un chemin balayé par les mines, ont fait passer le convoi à travers un champ de mines. L'ORP Kujawiak est coulé après avoir fait exploser une mine, tandis que le Matchless, le dragueur de mines Hebe et le marchand Orari ont également été endommagés.
Le Badsworth avait une entaille de douze pieds sur quinze déchirée dans sa structure avant sous la ligne de flottaison. Parmi les quatorze victimes figuraient des survivants des navires marchands coulés lors du passage à Malte. Le lendemain de l'arrivée, le destroyer est amarré et emmené en réparation au chantier naval HM, à Malte. Des réparations temporaires pour permettre un retour en Grande-Bretagne ont duré jusqu'au 11 août, lorsque le Badsworth a quitté Malte, avec le Matchless comme escortes pour deux marchands à Gibraltar. Les navires ont été étiquetés comme Force Y, dans le cadre de l'opération Ascendant. Ces navires étaient les seuls survivants restants du convoi Harpon. Leur retour à Gibraltar était délibérément prévu pour coïncider avec celui du prochain convoi de secours de Malte, l'opération Pedestal. Pendant le passage près de la côte nord-africaine, des marques de reconnaissance italiennes ont été peintes sur le gaillard d'avant du Badsworth. Les navires sont arrivés à Gibraltar le 15 août, le Badsworth quittant le port trois jours plus tard, se dirigeant vers le Royaume-Uni pour des réparations. Le 25 août, leSmith, Pedestal: the Malta convoy of August, 1942, p. 26 Badsworth est entré dans le chantier naval commercial de North Shields pour y être réparé.
Les réparations se sont poursuivies jusqu'en novembre, les pistes de post-radoub et les préparatifs du service opérationnel se terminant en décembre. Le Badsworth rejoint la Londonderry Escort Force pour la défense des convois dans l'Atlantique Nord. Le 18 décembre, le destroyer rejoint le convoi militaire WS25 avec les destroyers Haydon et Wolverine comme escorte pour la route du convoi vers Freetown. Le Badsworths'est détaché du WS25 avec les autres destroyers et est retourné à la Clyde le 24 décembre.
De janvier à février 1943, le Badsworth a continué d'assurer la défense des convois de l'Atlantique. Cependant, il est transféré en Méditerranée pour des tâches d'escorte et de soutien au sein de la 60e Division de destroyers. Le 16 mars, alors que le Badsworth est prêt pour le service extérieur, il rejoint le convoi militaire conjoint WS28/KMF11 à Clyde avec le destroyer polonais Krakowiak et les destroyers de la Royal Navy Douglas, Eggesford, Goathland, Whaddon et les sloops Woodpecker et Wren en tant qu'escortes pendant le passage de l'Atlantique du convoi. Le Badsworth s'est ensuite détaché du convoi conjoint avec d'autres navires à destination de Gibraltar, dans le cadre du convoi KMF11.
Le Badsworth  est de là déployé en Méditerranée occidentale pour la défense des convois et la patrouille. Le 22 avril, il est miné à Bone, en Algérie, subissant d'importants dommages structurels dans sa section arrière. Le moteur tribord du Badsworth est immobilisé, les deux arbres étant déformés. Le navire est échoué et doit être renfloué et remorqué dans le port par le dragueur de mines Clacton. Des réparations temporaires sont effectuées à Malte en mai, une fois achevées, le Badsworth est remorqué au Royaume-Uni par le remorqueur Frisky dans le cadre du convoi MKS-15. Le destroyer est pris en main pour des réparations importantes dans un chantier naval commercial à Liverpool en juillet.
Le destroyer est retiré du service de la Royal Navy et transféré en prêt à la Marine royale norvégienne le 8 août 1944. Le Badsworth est renommé HNoMS Arendal. Le navire est désarmé de la Royal Navy le 16 novembre 1944.

#### Fonctions sous commandement norvégien et carrière ultérieure

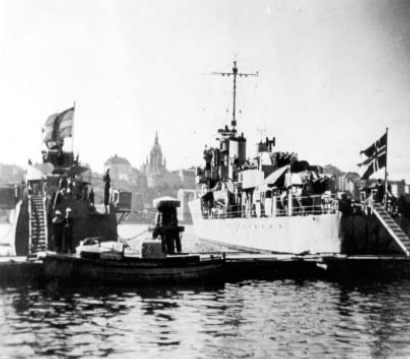
Le Arendal à Kastellholmen, Stockholm.

En septembre, le Arendal est nommé pour le service avec la 16e flottille de destroyers, basée à Harwich, après avoir terminé les travaux du chantier naval, effectuer le procès portuaire, un essai post-radoub, le destroyer était de nouveau prêt pour le service opérationnel, rejoignant la flottille à Harwich pour patrouille et escorte en mer du Nord et en Manche.
Le destroyer est entré en action le 25 mars 1945 contre des Schnellboote posant des mines dans l'estuaire de la Tamise avec le destroyer polonais ORP Krakowiak.

#### Après guerre
La poursuite du prêt du navire à la Marine royale norvégienne a été approuvée après le jour de la victoire, le navire continuant à être déployé avec la Marine royale norvégienne en prêt de la Royal Navy. Le Arendal est une escorte de destroyer dans l'opération Kingdom, l'embarquement du prince héritier de Norvège à bord du HMS Ariadne pour son retour à Oslo.
Après son retour en Norvège, le Arendal fait un voyage de retour au Royaume-Uni, quand il navigue en septembre 1945 à Leith et récupère 400 urnes contenant les cendres de Norvégiens morts au Royaume-Uni pendant la guerre. Les urnes ont été placées par 40 dans 10 caisses sur le pont arrière, chacune des caisses décorée d'un grand bouquet de fleurs. Avant que le navire ne quitte le port avec sa cargaison, un prêtre norvégien appartenant à l'Église norvégienne à l'étranger a tenu un service à bord. À son arrivée à Oslo, le destroyer est accueilli par le roi Haakon VII, le prince héritier Olav V, le prince Harald et l'évêque Eivind Berggrav, ainsi que par des unités militaires et une foule nombreuse. Le Arendal a également escorté des navires de débarquement du Royaume-Uni vers la Norvège, les navires de débarquement ayant été achetés par le gouvernement norvégien pour être convertis en ferries côtiers et en cargos.
À plusieurs reprises, Arendal a navigué en Allemagne, escortant des navires transportant des soldats allemands rapatriés à Bremerhaven, dans le nord-ouest de l'Allemagne. Le  Arendal est acheté par la Norvège après la fin des hostilités, en 1946.
Le navire est resté en service opérationnel comme destroyer d'escorte jusqu'en 1956, date à laquelle il est classé comme frégate. Le Arendal est utilisé comme navire-école pour les cadets, avant d'être retiré de la liste active en 1961. Il est mis à la ferraille en 1965,.

### Honneurs de bataille
- ATLANTIC 1941-43
- MALTA CONVOYS 1942
- ARCTIC 1942

### Commandement
- Lieutenant Commander (Lt.Cdr.) Michael Southcote Townsend (RN) du 10 juin 1941 au 8 janvier 1942
- Lieutenant (Lt.) Gordon Thomas Seccombe Gray (RN) du 8 janvier 1942 à mi-1943
- Lieutenant (Lt.) Gilbert Foster Davies (RN) de mi-1943 à mi-1943